# Astragalus bryantii
Astragalus bryantii är en ärtväxtart som beskrevs av Rupert Charles Barneby. Astragalus bryantii ingår i släktet vedlar, och familjen ärtväxter. Inga underarter finns listade i Catalogue of Life.